# Partido Comunista de Taiwán (República de China)
El Partido Comunista de Taiwán fue un partido político socialdemócrata establecido en la República de China. Fue fundado en 1994, pero no pudo registrarse en el Ministerio del Interior hasta 2008, cuando el Tribunal Constitucional anuló las disposiciones anticomunistas de la constitución de la República de China.

## Historia
El Partido Comunista de Taiwán fue fundado por Wang Lao-yang el 16 de octubre de 1994 en Sinhua, Tainan. Antes de fundar el partido, Wang era un miembro activo del Partido Progresista Democrático (DPP). Wang dejó el DPP después de una lucha interna del partido, en la que perdió la facción que favorecía.
Wang, un rico agricultor terrateniente, pasó los siguientes trece años invirtiendo NT$60 millones tratando de registrar el Partido Comunista de Taiwán en el Ministerio del Interior, pero sus solicitudes anuales fueron repetidamente rechazadas. No fue hasta el 20 de junio de 2008 que finalmente se logró el objetivo de Wang; ese día, los jueces de la Corte Constitucional dictaminaron inconstitucional la prohibición del comunismo en Taiwán, permitiendo así el registro de partidos comunistas. Posteriormente, Wang registró el Partido Comunista de Taiwán el mismo día, convirtiéndolo en el primer partido en incluir legalmente "comunista" en su nombre después del fallo.
Wang afirmó que el partido había crecido a 2000 miembros a finales de 2008.
El Partido Comunista de Taiwán fue disuelto por el Ministerio del Interior el 29 de abril de 2020.

## Ideología
Aunque el partido tenía "comunista" en su nombre, Wang declaró en una entrevista que nunca había leído las obras de Karl Marx o Vladimir Lenin, y solo eligió el nombre porque pensó que atraería más interés. Wang describió al partido como socialdemócrata, y abogó por el establecimiento de un estado de bienestar y ayuda mutua en la República de China. Wang también afirmó que el propósito del partido era "crear un paraíso socialista en Taiwán" al "mantener la línea socialista y el legado de Sun Yat-sen y sus Tres Principios del Pueblo".
Sin embargo, uno de los vicepresidentes del partido, Chien Ping-hung, declaró en una entrevista que el partido tenía una membresía ideológicamente diversa, desde progresistas moderados desilusionados con el DPP hasta marxistas devotos. Por ejemplo, otro vicepresidente del partido, Wu Miao-huo, afirmó haber pasado dos décadas estudiando el marxismo en China continental. No obstante, el partido no era oficialmente comunista y, como tal, no intentó establecer relaciones con el Partido Comunista Chino.